# Reminiscence
Reminiscence (bra: Caminhos da Memória; prt: Reminiscência: Fragmentos do Passado) é um filme de ficção científica e suspense neo-noir estadunidense de 2021 roteirizado e dirigido por Lisa Joy, em sua estreia como diretora. O filme é estrelado por Hugh Jackman, Rebecca Ferguson, Thandiwe Newton, Cliff Curtis, Marina de Tavira e Daniel Wu, e acompanha um homem que usa uma máquina que pode ver as memórias das pessoas para tentar encontrar seu amor perdido. Joy também produz junto a seu marido e parceiro criativo Jonathan Nolan.
Reminiscence foi lançado por Warner Bros. Pictures nos Estados Unidos em 20 de agosto de 2021, e também tem um lançamento simultâneo de um mês no país no nível sem publicidade do serviço de transmissão HBO Max. O filme recebeu críticas mistas dos críticos, que elogiaram sua ambição narrativa, mas o compararam desfavoravelmente a obras de tema semelhante, como The Maltese Falcon e Westworld. Foi um fracasso de bilheteria, arrecadando 15 milhões de dólares em todo o mundo contra um ponto de equilíbrio 110 milhões de dólares, e teve a pior estreia de todos os tempos para um filme em exibição em mais de três mil salas.

## Elenco
- Hugh Jackman como Nick Bannister
- Rebecca Ferguson como Mae
- Thandiwe Newton como Emily "Watts" Sanders
- Cliff Curtis como Cyrus Boothe
- Marina de Tavira como Tamara Sylvan
- Daniel Wu como Saint Joe
- Mojean Aria como Sebastian Sylvan
- Brett Cullen como Walter Sylvan
- Natalie Martínez como Avery Castillo
- Angela Sarafyan como Elsa Carine
- Javier Molina como Hank
- Sam Medina como Falks
- Norio Nishimura como Harris
- Roxton García como Freddie
- Nico Parker como Zoe

## Produção
Em janeiro de 2019, foi anunciado que Lisa Joy faria sua estreia como diretora com o filme e que ele seria estrelado por Hugh Jackman e Rebecca Ferguson. Em março de 2019, foi informado que a Warner Bros. havia comprado os direitos de distribuição do filme. Em agosto, Thandiwe Newton foi incorporada ao elenco. Daniel Wu, Angela Sarafyan, Natalie Martinez, Marina de Tavira e Cliff Curtis se uniram em outubro. A filmagem começou em 21 de outubro de 2019 em Nova Orleães e Miami. Em agosto de 2020, também foi revelado que a filha de Newton, Nico Parker, estaria no elenco.

## Lançamento
Reminiscence foi lançado pela Warner Bros. Pictures nos Estados Unidos em 20 de agosto de 2021. Foi lançado no BFI IMAX em 11 de agosto de 2021. Como parte de seus planos para todos os seus títulos de 2021, a Warner Bros. também transmitirá o filme simultaneamente na HBO Max nos Estados Unidos durante um período de um mês, depois do qual o filme será removido até o período de programação normal de lançamento em mídia doméstica. Segundo a Samba TV, estima-se que 842 mil domicílios transmitiram o filme durante seus primeiros três dias.
Reminiscence estava programado originalmente para ser lançado em 16 de abril de 2021, antes que Mortal Kombat ocupasse seu lugar e o filme ficasse sem data, devido à pandemia de COVID-19. Mais tarde foi reprogramado para seu lançamento nas salas de cinema dos Estados Unidos em 3 de setembro de 2021, com um lançamento internacional nas salas de cinema a partir de 25 de agosto de 2021. A data de lançamento nos Estados Unidos foi adiada para 27 de agosto para evitar o conflito com Shang-Chi e a Lenda dos Dez Anéis, e logo novamente para 20 de agosto.

## Recepção

### Bilheteria
Reminiscence arrecadou 3,9 milhões de dólares nos Estados Unidos e Canadá, e 11,6 milhões de dólares em outros países, em um total global de 15,5 milhões de dólares. Variety estima que o filme precisaria arrecadar cerca de 110 milhões de dólares para atingir seu ponto de equilíbrio.
Nos Estados Unidos e Canadá, Reminiscence foi lançado junto com PAW Patrol: The Movie, The Protégé e The Night House, assim como o lançamento limitado de Flag Day e foi projetado para arrecadar ao redor de 3 milhões de dólares em 3 184 salas em seu primeiro fim de semana. O filme arrecadou 675 mil dólares em seu primeiro dia e estreou com 2 milhões de dólares, terminando em nono lugar nas bilheterias. Foi a pior estreia de todos os tempos para um filme em cartaz em mais de três mil salas, superando a estreia de The Rhythm Section, com 2,7 milhões de dólares em janeiro de 2020. O filme despencou 59% em seu segundo fim de semana para cerca de 792 mil dólares.

### Crítica
No site agregador de críticas Rotten Tomatoes, 37% das 199 resenhas dos críticos são positivas, com uma classificação média de 5,1/10. O consenso do site diz: "Embora Reminiscence não falte ambição narrativa, sua mistura incerta de ação de ficção científica e suspense noir provoca principalmente memórias de filmes melhores." O Metacritic, que usa uma média ponderada, atribuiu ao filme uma pontuação de 46 em 100, baseado em 43 críticos, indicando críticas "mistas ou médias". As audiências consultadas pelo CinemaScore deu ao filme uma classificação média de "C +" em uma escala de A + a F, enquanto o PostTrak informou que 67% dos membros da audiência deram uma pontuação positiva, e 44% disseram que definitivamente o recomendaria.
Escrevendo para Variety, Owen Gleiberman chamou o filme de "uma miragem de duas horas perfeitamente calibrada de coisas que já vimos antes" e disse que "é muito Blade Runner: The Streaming Series, com tal vez um indício vago de The Godfather. Lá fora, a paisagem inundada de Miami, com prédios e estradas ainda visíveis, evoca uma espécie de Waterworld Lite cruzado com uma sequência de The Hunger Games. Richard Roeper, do Chicago Sun-Times, deu ao filme 2 de 4 estrelas e escreveu: "Relíquia Macabra se encontra com A Origem em algum lugar de Vanilla Sky no caminho de Chinatown em um noir de ficção científica astuto e ambicioso, mas extremamente complicado e, em última análise, decepcionante, Reminiscence, que se desliza de um lado a outro, de um lado a outro, antes de descarrilar-se".
Ao escrever para The Playlist, Nick Allen deu ao filme uma B +, chamando-o de "joia" que está "cheia de emoções intelectuais e emocionais". Também elogiou as atuações de Jackman e Ferguson, e observou que Ferguson estava "preparando para um papel como este".